# Des crimes presque parfaits
Pour la série télévisée, voir Crimes parfaits.
 (juin 2014).
Si vous disposez d'ouvrages ou d'articles de référence ou si vous connaissez des sites web de qualité traitant du thème abordé ici, merci de compléter l'article en donnant les références utiles à sa vérifiabilité et en les liant à la section « Notes et références ».
Des crimes presque parfaits est une série télévisée documentaire française en 51 épisodes de 52 minutes, créée par Pauline Verdu et Patrick Schmitt et diffusée depuis le 24 octobre 2010 sur Planète+ Crime.
Patrick Schmitt et Denis Vincenti ont reçu le prix Albert-Londres 1989, catégorie audiovisuel, pour leur reportage « Les Enfants de la honte » (France, 46 min, 1989, TF1).

## Synopsis
Chaque épisode s’intéresse à une affaire judiciaire de l'histoire de France, du XIXe siècle et du début du XXe siècle.

## Fiche technique
- Création : Pauline Verdu et Patrick Schmitt
- Réalisation : Pauline Verdu
- Réalisation : Patrick Schmitt (jusqu'à la saison 10)
- Montage : Pauline Verdu
- Société(s) de production : Pallas Télévision
- Pays d'origine :  France
- Langue originale : français
- Commentaires : Bernard Pierre Donnadieu (saison 1), Tom Novembre (à partir de la saison 2)

## Épisodes

### Première saison (2010)
1. L'Affaire de la malle sanglante de Millery (1889)
2. L'Affaire Pranzini (1887)
3. L'Affaire Troppmann (1869)
4. L'Affaire Marie Lafarge (1840) (Chroniqueurs : Edouard de Lamaze, Danielle Thiéry, Pascale Visinoni)

### Deuxième saison (2011)
1. Lætitia Toureaux, le crime mystérieux du métro (1937)
2. Violette Nozière (1933)
3. Le Docteur Petiot (1941)
4. Louis-Joseph Philippe, Jack l'éventreur de Paris (1861)
5. Jeanne Weber, l'ogresse de la Goutte d'or (1905)
6. Pierre François Lacenaire, le poète assassin (1829)

### Troisième saison (2012)
1. Joseph Vacher, le tueur de bergers (1898)
2. Affaire Fualdès, la rumeur de Rodez (1817)
3. Peyrebeille, l'auberge rouge (1831)
4. Le Crime de Soleilland, l'abolition reportée (1907)
5. L'Affaire Steinheil, la veuve rouge (1908) (Chroniqueur : Myriam Tsikounas)
6. L'Horrible Crime des sœurs Papin (1933) (Chroniqueurs : Frédéric Chauvaud, Alain Moro)

### Quatrième saison (2014)
1. Affaire Eugène Weidmann (1939) (Chroniqueurs : Michel Ferracci-Porri, Philippe Randa)
2. Affaire Landru (1921) (Chroniqueurs : Éric Yung, Pierre Darmon (historien))
3. Affaire Hélène Jégado (1852) (Chroniqueurs : Christian Perron, Peter Meazey, Myriam Tsikounas)
4. Affaire Pierre Loutrel dit Pierrot le fou (1946)
5. Affaire la bande à Bonnot (1912)
6. Affaire Marie Besnard (1952) (Chroniqueurs : Madeleine Leveau-Fernandez, Stéphane Pirnay)

### Cinquième saison (2015)
1. La Séquestrée de Poitiers (1901)
2. Casque d'or et les Apaches (1902) (Chroniqueurs : Dominique Kalifa)
3. L'affaire Dominici (1952)
4. Henriette Caillaux, un meurtre au Figaro (1914)
5. "Guillaume Seznec, Une énigme judiciaire" (1924)
6. Raoul Villain, il a tué Jaurès (1914)

### Sixième saison (2016)
1. Martin Dumollard, le tueur de bonnes (1862)
2. Affaire Stavisky (1934) (Chroniqueurs : Jean-François Miniac)
3. Georges-Alexandre Sarrejani (1933)  (Chroniqueurs : Jean-François Miniac)
4. La Bande à Pollet (1908)
5. Le Boucher de la Chapelle (1879)
6. La Tuerie de Bommiers (1946)

### Septième saison (2018)
1. André Spada, bandit d'honneur et de vengeance (1925)[1]
2. La Tuerie de Landreau (1914)
3. Mis et Thiennot, coupables ou innocents ? (1946)
4. La Vallée rouge, par le fer et le feu (1957)
5. L'Affaire Bassarabo (1920)
6. Henri Vidal : le tueur de femmes (1901)

### Huitième saison (2019)
1. Monsieur Bill, série noire à Pigalle (1960)
2. Le Curé d'Uruffe, assassin en soutane (1958)
3. La Diabolique de Baugé, dernière guillotinée de France (1947)
4. Antoine Léger, le loup-garou de Cerny (1824)
5. Le Prisonnier de Jésus, l'affaire Cécile Combettes (1848)
6. Jacques Fesch, l'assassin devenu saint (1957)

### Neuvième saison (2020)
1. Joseph Jacquiard et Joseph Vieny,le carnage de Jully (1909)
2. Victor Noir, le drame d'Auteuil (1870)
3. Charles Mestorino, le bijoutier escroc (1928) (Chroniqueurs : Jean-François Miniac)
4. Pauline Dubuisson, l'orgueilleuse sanguinaire (1953)
5. Oscar Dufrenne (1933)
6. Chauffeurs de la Drôme (1905-1908) (Chroniqueurs : Bernard Hautecloque, Jean-François Miniac)

### Dixième saison (2021)
Habituellement, la première diffusion des saisons s'effectue en fin d'année. La première diffusion de la saison 2021 est exceptionnellement décalée en mai 2022.
1. Henri Girard, Triple meurtre au château d'Escoire (1941) (Chroniqueurs : Nan Aurousseau, Philippe Jaenada, Jean-François Miniac, Guy Penaud)
2. La femme à l'ombrelle, (1867) (chroniqueurs : Christophe de Ceuninck, Myriam Tsikounas)
3. L’affaire Janet Marshall
4. Émile Buisson, Émile Buisson, l’insaisissable gangster (1937-1956) (Chroniqueurs : Bernard Hautecloque, Jean-François Miniac)
5. L’empoisonneuse de Saint-Gilles (chroniqueur : Myriam Tsikounas)
6. Charles Barataud, L'affaire Charles Barataud (Chroniqueurs : Philippe Grandcoing, Vincent Brousse)

### Onzième saison (2022)
1. La tuerie de Valensole (Alpes de Haute Provence 1928)
2. Les frères Roriques ou l’énigme des îles (À Tahiti en 1892)
3. L’affaire Fieschi, le conspirateur (1835)
4. Les Empoisonneuses de Marseille (1868) (Chroniqueuse Myriam Tsikounas)
5. L’affaire Sitarane, Nuits Rouges à la Reunion (1909)
6. Pierre-Juste Marny dit la Panthère Noire (Martinique 1965)

### Douzième saison (2024)
Réalisation en cours, diffusion prévue en 2025.

## Autour de la série
- Les commentaires de Tom Novembre donnent une véritable intensité dramatique aux images. Au début de la série, le commentaire des documentaires était assuré par Bernard-Pierre Donnadieu.
- Depuis 2014, et sur tous les épisodes en 2019 et 2020, la  réalisation fait appel à Fabien Hamm de l'association picarde Virges Armes, costumier et consultant historique dans l'audiovisuel et le spectacle vivant.
- Pauline Verdu réalise les séquences de reconstitution de chaque épisode, le montage de l'ensemble et participe avec Patrick Schmitt a l'écriture des récits.
- Depuis la saison 11, Pauline Verdu est seule à la réalisation et le champ d’action a été élargi aux affaires en Outremer.